# Chile en los Juegos Olímpicos de Ámsterdam 1928
Chile compitió en los Juegos Olímpicos de Ámsterdam 1928 en Ámsterdam, Países Bajos. 38 deportistas chilenos participaron en 22 competiciones de seis deportes.

## Medallas
| Medalla | Nombre       | Deporte   | Evento            | Fecha       |
| ------- | ------------ | --------- | ----------------- | ----------- |
| Plata   | Manuel Plaza | Atletismo | Maratón masculino | 5 de agosto |

Un atleta chileno subió por primera vez al podio olímpico en estos juegos. Allí, el suplementero lampino Manuel Plaza participó en la maratón. Después de haber llegado sexto al Estadio Coulombes en París 1924, el maratonista de 28 años de edad, con el correr de la prueba, logró superar a otros 79 competidores.
Pese a que la leyenda cuenta que Manuel Plaza se extravió en el camino hacia el Estadio —lo que habría permitido que el argelino Ahmed Boughèra El Ouafi pasara al primer lugar—, lo que realmente sucedió es que, desde un comienzo, Plaza quedó rezagado por una fuerte molestia en la rodilla; una vez superada, Plaza fue escalando posiciones hasta alcanzar el segundo lugar sin que en ningún momento de la carrera alcanzara a quien lideraba la contienda. Finalmente, Plaza alcanzó la medalla de plata al cruzar la meta a las 2 horas 33 minutos y 23 segundos luego de haber recorrido 42,195 kilómetros.

## Atletismo

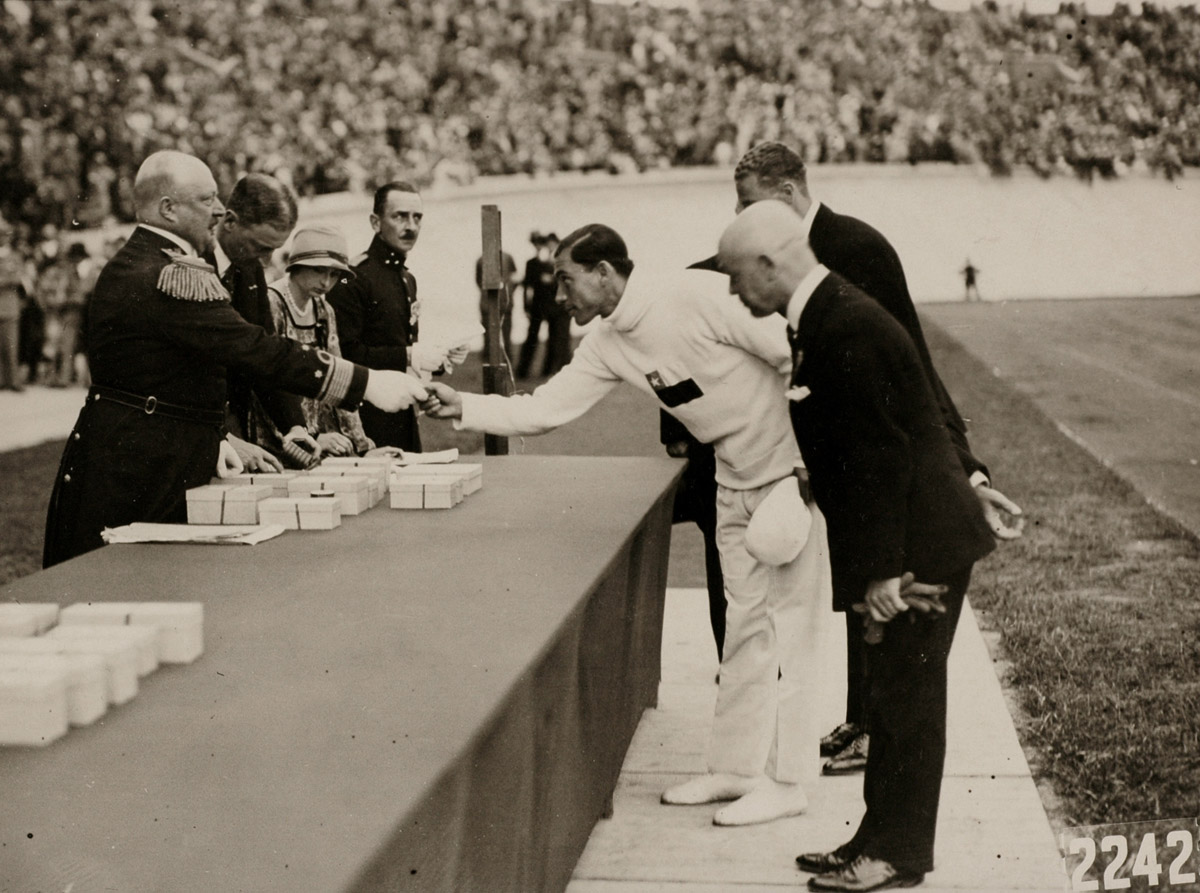
Plaza recibiendo la medalla por parte del príncipe Enrique Vladimiro de Mecklemburgo-Schwerin.

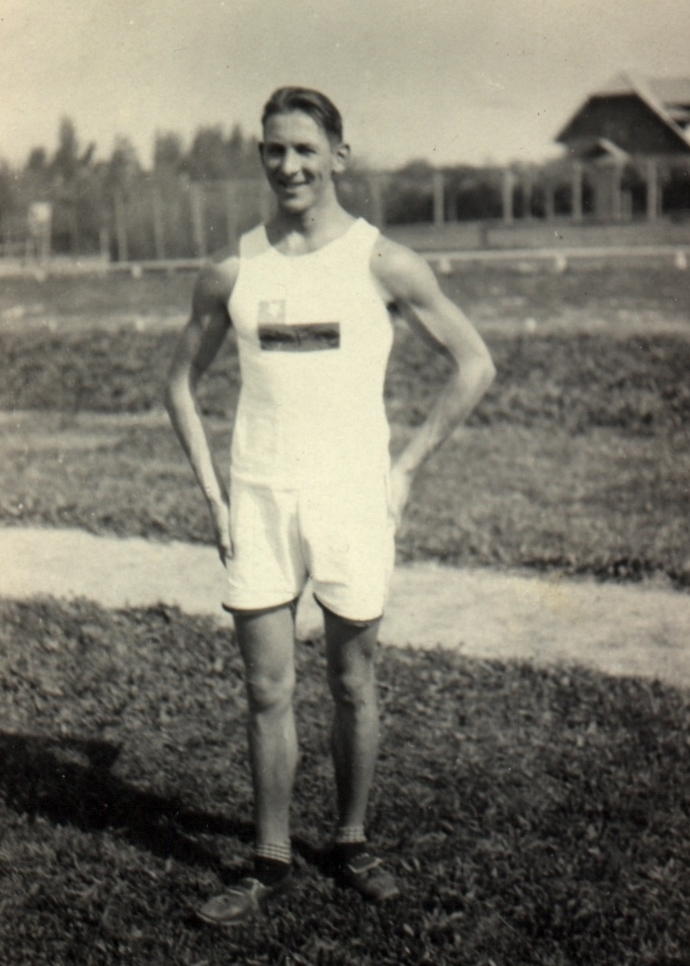
Hannig en el torneo, vistiendo el uniforme con la bandera chilena.

- Rodolfo Wagner
- Alfredo Ugarte
- José Vicente Salinas
- Alex Hannig
- Héctor Benaprés
- Ricardo Bayer
- Óscar Alvarado
- Manuel Plaza

## Boxeo
Peso mosca masculino (— 50.8kg)
- José Turra Riviera
  - Primera ronda; perdió ante Nikolaos Felix (GRE), por puntos.

Sergio Ojeda Dorén primera ronda pierde con Víctor Avendaño de Argentina medio pesado q a la postre fue campeón olímpico

## Ciclismo
Cinco ciclistas, todos hombres, representaron a Chile en 1928.
Velocidad
- Francisco Juillet

Contrarreloj
- Eduardo Maillard

Persecución por equipos
- Jorge Gamboa
- Alejandro Vidal
- Carlos Rocuant
- Eduardo Maillard

## Esgrima
Seis esgrimidores, todos hombres, representaron a Chile en 1928.
Florete masculino.
- Tomás Goyoaga

Espada masculino.
- Tomás Goyoaga

Sable masculino.
- Abelardo Castro
- Tomás Goyoaga
- Efraín Díaz

Sable masculino por equipos.
- Jorge Garretón, Abelardo Castro, Tomás Goyoaga, Oscar Novoa, Efraín Díaz, Nemoroso Riquelme.

## Fútbol

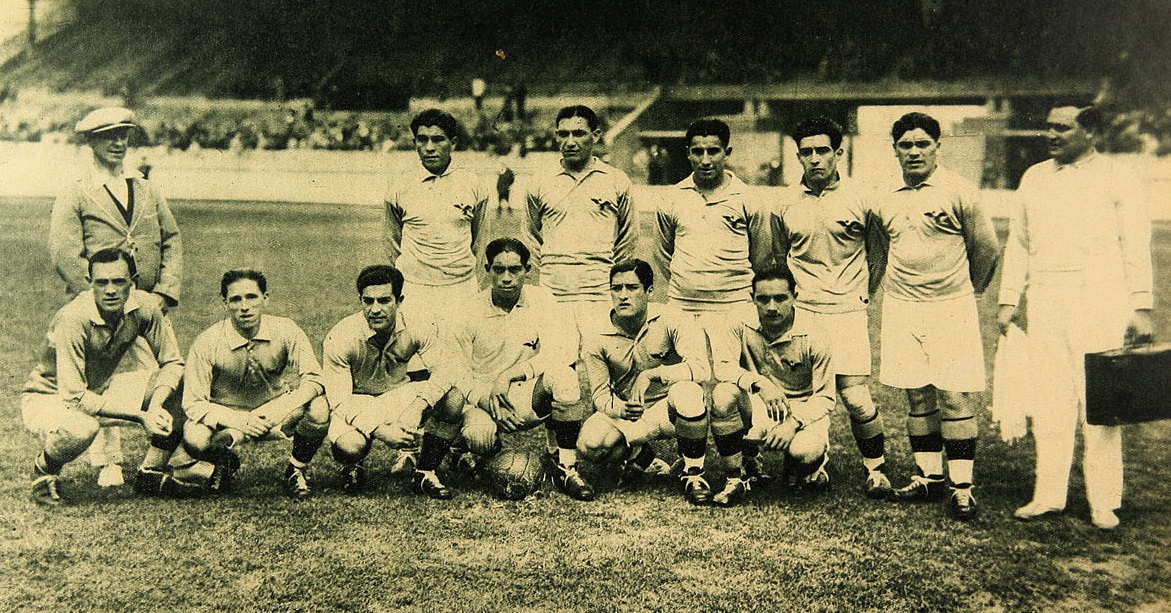
Alineación de la selección chilena ante.

| Ronda Preliminar; 27 de mayo de 1928 | Portugal                                                  | 4:2 (2:2) | Chile                        | Estadio Olímpico, Ámsterdam                                |                                                            |
| 15:00                                | Vítor Silva 38' · Pepe Soares 40' 50' · Valdemar Mota 63' | Reporte   | Saavedra 14' · Carbonell 30' | Asistencia: 2 309 espectadores Árbitro(s): Youssuf Mohamed | Asistencia: 2 309 espectadores Árbitro(s): Youssuf Mohamed |

| Torneo de Consolación, 1ª Ronda; 5 de junio de 1928 | Chile                | 3:1 (1:1) | México   | Monnikenhuize, Arnhem                                       |                                                             |
| 14:00                                               | Subiabre 24' 48' 89' | Reporte   | Sota 15' | Asistencia: 5 000 espectadores Árbitro(s): Johannes Mutters | Asistencia: 5 000 espectadores Árbitro(s): Johannes Mutters |

| Torneo de Consolación, Final; 8 de junio de 1928 | Países Bajos             | 2:2 (0:0) (0:0 t. s.) | Chile                  | Stadion Spangen, Róterdam                                      |                                                                |
| 14:00 | Ghering 59' · Smeets 66' | Reporte               | Bravo 55' · Alfaro 89' | Asistencia: 18 000 espectadores Árbitro(s): Guillermo Comorera | Asistencia: 18 000 espectadores Árbitro(s): Guillermo Comorera |
| Terminado el partido, el árbitro lanzó una moneda al aire y declaró como ganador a Países Bajos, quienes debían recibir el trofeo. Sin embargo, éstos lo rechazaron y decidieron otorgárselo a Chile, como recuerdo de su participación en los Juegos Olímpicos. |                          |                       |                        |                                                                |                                                                |

Técnico
- Frank Powell

Arqueros
- Roberto Cortés
- Juan Ibacache

Defensas
- Ernesto Chaparro
- Jorge Linford
- Víctor Morales
- Guillermo Riveros

Mediocampistas
- Humberto Contreras
- Guillermo Saavedra
- Arturo Torres
- Germán Reyes

Delanteros
- Óscar Alfaro
- Manuel Bravo
- Alejandro Carbonell
- José Arias
- José Miguel Olguín
- Carlos Schneeberger
- Guillermo Subiabre

## Natación
- Faelo Zúñiga
- Hernán Téllez
- Hernán Schüler
- M. Astaburuaga